# Fritz Rothe
Fritz Rothe (* 20. August 1867 in Burtscheid bei Aachen; † 18. August 1958 in Baden-Baden) war ein deutscher Chemiker und Manager.

## Leben
Fritz Rothe studierte Chemie und Hüttenkünde an der RWTH Aachen und den Universitäten Berlin und Rostock. 1886 wurde er Mitglied des Akademischen Vereins der Chemiker, Berg- und Hüttenleute, des späteren Corps Montania Aachen. Nach der Promotion zum Dr. phil. wechselte er in die chemische Industrie. Bei der Chemischen Fabrik Rhenania AG begann er seine Laufbahn. Von dort wechselte er zum Verein Chemischer Fabriken in Mannheim und in der Folge zu den Farbenfabriken August Beringer in Berlin-Charlottenburg.
Danach folgte eine einjährige Anstellung 1897/1898 in Hamburg-Billwerder bei der Dynamit-Aktien-Gesellschaft
vorm. Alfred Nobel & Co. zur Betreuung einer neuen Versuchsanlage und Kalkstickstoff-Versuchen von Adolph Frank.
Nach seiner Kündigung übernahm er 1899 die Leitung der Chemischen Fabrik in Billwärder, vorm. Hall & Sthamer AG in Hamburg-Billwerder. Von dort wurde er zum Vorstand der Elektrochemischen Werke in Bitterfeld sowie weiterer Tochterunternehmen berufen. 1923 wechselte er als Vorstand zur Rhenania, Verein Chemischer Fabriken mit Sitz in Aachen, seit 1925 Rhenania-Kunheim, Verein Chemischer Fabriken AG mit Sitz in Berlin. Nach deren Fusion mit der Kaliwerke Neu-Staßfurt – Friedrichshall AG 1928 wurde er ordentliches Vorstandsmitglied der Kali Chemie AG.
Erfindungen von Rothe wurden zahlreich patentiert. Besondere hervorzuheben ist dabei ein Verfahren zur Herstellung eines Ca-Na-Silicophosphats, des Rhenania-Phosphats, das durch Glühaufschluss von Apatit mit Soda und Quarzsand in Drehöfen bei 1200 °C hergestellt wurde und sich als Dünger durch hohe Pflanzenverfügbarkeit auszeichnet. Er war stellvertretendes Vorstandsmitglied der Berufsgenossenschaft der chemischen Industrie und Mitglied der Kaiser-Wilhelm-Gesellschaft zur Förderung der Wissenschaften.

## Schriften
- Aus den Erinnerungen eines Industrie-Chemikers: Über die Entdeckung des Kalkstickstoff-Verfahrens, 1932